# شمس الدين الشهرزوري
شَمْسُ الدِّينِ مُحَمَّدُ بْنُ مَحْمُودٍ الإِشْرَاقِيُّ الشَّهْرَزُورِيُّ، وهو طبيب ومؤرخ کرديّ وُلد في بلدة شهرزور وترعرع فيها، عُرف بالطب والتاريخ وكتب مؤلفات عديدة بالعربيّة والفارسيّة، وتوفي عام 687 هـ / 1288 م.

## من مؤلفاته
- الشجرة الإلهية في علوم الحقائق الربانية، توجد نسخة منه في طوب قابي.
- نزهة الأرواح وروضة الأفراح.
- التنقيحات شرح التلويحات، (وهو مؤلف في الحكمة).
- الرموز والأمثال اللاهوتية.[2]